# Student Nonviolent Coordinating Committee
Das Student Nonviolent Coordinating Committee (SNCC, [snɪk], deutsch Studentischer Ausschuss für gewaltfreie Koordination) war eine der bedeutendsten Organisationen der schwarzen Bürgerrechtsbewegung in den Vereinigten Staaten. Es wurde 1960 während einer von Martin Luther King initiierten Versammlung in Raleigh (North Carolina, USA) von schwarzen und weißen Studenten gegründet. Dabei wurde die dominierende Rolle Martin Luther Kings (dem Leiter der Southern Christian Leadership Conference = SCLC), der gegen Ende der 1950er Jahre durch den von ihm geleiteten Busboykott von Montgomery die Führungsfigur der US-Bürgerrechtsbewegung war, konstruktiv in Frage gestellt. 
Bedeutende Mitglieder waren unter anderem Ella Baker, Angela Davis, James Lawson, Fannie Lou Hamer, John Lewis (später Kongressabgeordneter von Georgia), Robert Parris Moses, Clayborne Carson, Stokely Carmichael, H. Rap Brown, Marion Barry (später Bürgermeister von Washington, D.C.), Julian Bond (später Senator in Georgia) und Howard Zinn.
Das SNCC organisierte gewaltfreie Protestaktionen, Sit-ins und Freiheitsfahrten (z. T. in Zusammenarbeit mit dem Congress of Racial Equality [CORE]), ermutigte die Schwarzen zur Eintragung in die Wählerlisten und Teilnahme an Wahlen, gründete Kooperativen und Gesundheitszentren und kümmerte sich um die Alphabetisierung der schwarzen Landbevölkerung.
Ab Mitte der 1960er Jahre radikalisierte sich das SNCC und verabschiedete sich von seinen Grundsätzen der Gewaltlosigkeit. Die Tendenz ging hin zu einem militanten, separatistischen, schwarzen Nationalismus. Carmichael rief zu Black Power auf und warf die weißen Mitglieder aus dem SNCC. Sein Nachfolger war Hubert Rap Brown, der 1969 den Namen SNCC zu Student National Coordinating Committee abänderte. 1970 löste das SNCC sich auf.
2010 beschloss der Stadtrat von Atlanta, der Atlanta City Council, seine Raymond Street in SNCC Way umzubenennen.